# Sarah Haváčová
Sarah Haváčová (* 1. září 1990 Vyškov) je česká herečka. Známa je hlavními ženskými rolemi v pohádce Škola princů (2010) a v seriálu Profesor T. (2018).

## Studium a kariéra
Od jedenácti let chodila v rodném městě do dramatického kroužku, v amatérském divadle působila až do roku 2010, kdy odmaturovala na vyškovském gymnáziu. V letech 2010–2014 následně vystudovala činoherní herectví na Divadelní fakultě Janáčkovy akademie múzických umění (JAMU) v Brně ve třídě profesora Iva Krobota a získala titul MgA. Ještě během studia JAMU absolvovala půl roku na státní herecké škole v Krakově (2013, účast ve scénickém čtení Sztuka kochana) a ve čtvrtém ročníku hostovala v ostravském Divadle Petra Bezruče. Tam následně po absolutoriu JAMU získala stálé angažmá, její první zásadní rolí byla Girleen ve hře Osiřelý západ, dále hrála mj. v následujících inscenacích: Scapinova šibalství (cikánka Zerbineta), Spalovač mrtvol (Zina, dcera Romana Kopfrkingla), Škola základ života (Anda Pařízková), Čekání na Godota (jinoch). Z Divadla Petra Bezruče odešla v roce 2017 a přesídlila do Prahy, odkud dostala nabídky hostování v Městských divadlech pražských a na Nové scéně Národního divadla. Na Nové scéně alternovala mladou matku Joann v komedii Jsme v pohodě (premiéra v říjnu 2017, poslední představení zatím v září 2020). Kvůli roli v seriálu Profesor T. musela ale odmítnout angažmá v Městských divadlech pražských. V roce 2017 pro vylepšení angličtiny prošla dvěma kurzy (měsíc v Cambridgi, v Praze v British Councilu) a poté úspěšně absolvovala casting do mezinárodního hereckého spolku Prague Shakespeare Company, v jehož anglickém nastudování Snu noci svatojánské alternovala roli Hermie.
V roce 2019 se představila s Karlem Heřmánkem mladším v hlavních rolích thrilleru Dennise Kellyho Po konci světa v Divadle Bez zábradlí (režie Tomáš Mašín).
Mezi její herecké oblíbence na počátku kariéry patřil Matouš Ruml, po jehož boku ve filmu hrála třikrát (Škola princů, Marinka, Bílé noci). Její raný herecký výkon ve Škole princů v roce 2010 zhodnotila kritička Mirka Spáčilová následovně: „Vedle Matouše Rumla … byla půvabná Sarah Haváčová znatelně slabší – hlavně v mluveném projevu.“ O osm roků později ale Mirka Spáčilová k hereckému projevu v seriálu Profesor T. napsala: „Herecky přirozeně působí i neokoukaní Sarah Haváčová a Aleš Petráš coby mladí kriminalisté…“

## Osobní život
Neobvyklé příjmení, které není zkomoleninou obvyklejšího Hlaváč, má po otci, jehož rodina má kořeny na východním Slovensku a příjmení pochází z maďarštiny (Havacs).
Ačkoliv rodina nemá židovské kořeny, rodiče pro ni vybrali a na matriku nahlásili jméno Sára. Když po jejím narození strýc rodičům navrhl čistě hebrejskou podobu Sarah a jim se zalíbila, vydali se na matriční úřad podruhé.
Má mladší sestru Terezii a staršího bratra Ondřeje (* 1985), který je středoškolský učitel a historik, zaměřený na českou emigraci a exil v německy mluvících zemích ve 2. polovině 20. století. Otec Zdeněk (* 1962) má doktorát z filozofie a magisterský titul z přírodovědecké fakulty.
Během pandemie covidu-19 v Česku na jaře 2020 pomáhala v lese sázet stromy, na podzim jako dobrovolnice nastoupila do nemocnice Milosrdných sester sv. Karla Boromejského v Praze pod Petřínem.

## Filmografie

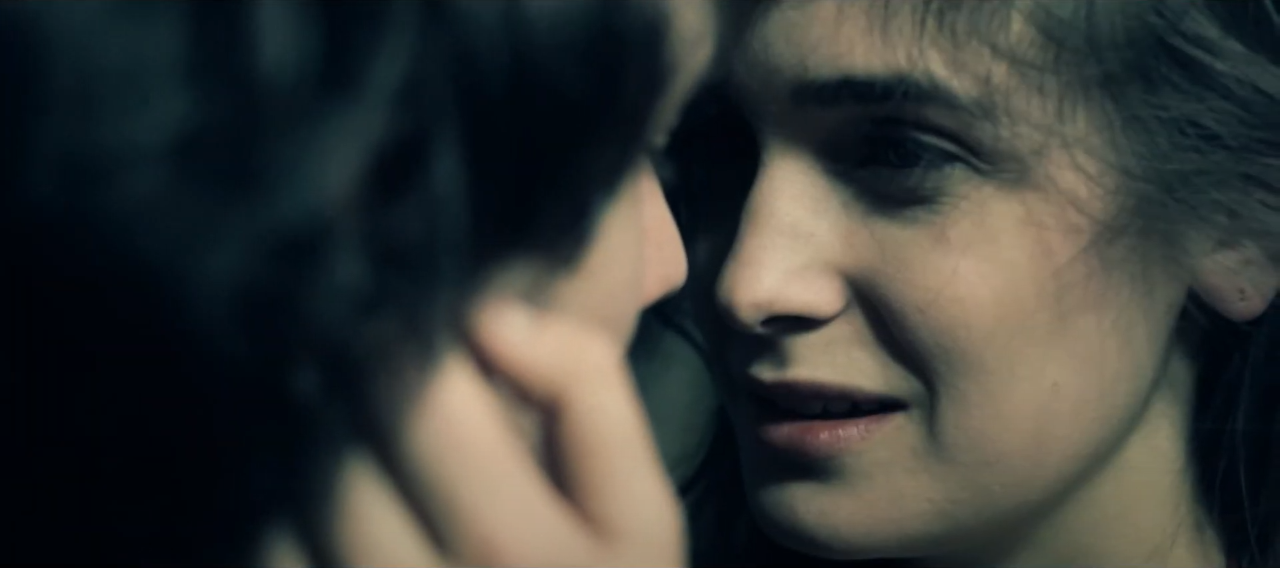
Matouš Ruml a Sarah Haváčová v amatérském filmu Marinka (2012)

- Kvetoucí růže (amatérský film, 2009)
- Škola princů (2010) … princezna Lenka
- Bratři (studentský film, 2012, Filmová škola Zlín) … Kristen
- Marinka (amatérský film na motivy Marinky Karla Hynka Máchy, 2012) … Marinka[14] + videoklip k filmu od skupiny Bujabéza[15]
- Bílé noci (studentský film, 2012, Filmová škola Zlín) … Lucie
- Vymazán (studentský film, 2016) … barmanka
- Ostravak Ostravski (2016) … dívka z autobusu
- Polda (TV seriál, epizoda Noční služba, 2016) … zdravotní sestra Monika
- Specialisté (TV seriál, epizoda Zlomená srdce, 2018) … slečna Katarína Rajtárová
- Profesor T. (TV seriál, 2018) … npor. Amálie Drápalová
- Hra (2019)
- Místo zločinu Ostrava (TV seriál, epizoda 17 vteřin, 2020)
- Pozadí událostí (TV seriál, 2021)
- Ordinace v růžové zahradě 2 (TV seriál, 2021) – kpt. MUDr. Sandra Hájková
- Zlatá labuť (TV seriál, 2023) - Linda Gruberová